# Draconarius griswoldi
Draconarius griswoldi är en spindelart som beskrevs av Wang 2003. Draconarius griswoldi ingår i släktet Draconarius och familjen mörkerspindlar. Inga underarter finns listade i Catalogue of Life.